# Шатров, Михаил Филиппович
Михаи́л Фили́ппович Шатро́в (настоящая фамилия — Марша́к; 3 апреля 1932, Москва — 23 мая 2010, там же) — советский и российский драматург и сценарист, лауреат Государственной премии СССР (1983).

## Биография
Родился в семье инженера Филиппа Семёновича Маршака (1900—1938, расстрелян) и Цецилии Александровны Маршак (1904— ?), которая была арестована в 1949 году, амнистирована в 1954 году.
Родственник С. Я. Маршака — тётя Нина Семёновна Маршак (1884—1938) — первым браком была замужем за руководителем Коминтерна Осипом Пятницким, вторым браком — за советским государственным деятелем Алексеем Рыковым.
Окончил школу с серебряной медалью и поступил в Горный институт (учился на одном курсе с будущим вице-мэром Москвы Владимиром Ресиным), который окончил в 1956 году.
В начале 1950-х годов проходил практику на Алтае, где работал бурильщиком, там и начал писать. В 1955 году им была написана первая пьеса — «Чистые руки». Когда он в том же году принёс её в Центральный детский театр молодому режиссёру Олегу Ефремову, тот, узнав, что фамилия молодого драматурга — Маршак, посчитал того психопатом, взявшим неудачный псевдоним. Тогда по совету Ролана Быкова Михаил Маршак взял в качестве псевдонима фамилию одного из героев своей первой пьесы — Шатров.
В 1958 году принят в члены Союза писателей. Член КПСС с 1961 года. С критикой "нашумевших пьес Михаила Шатрова о Ленине" выступал тогда Михаил Васильевич Попов.
В 1990 году стал одним из сопредседателей организации «Апрель». Входил в общественный совет Российской объединённой социал-демократической партии.
В 1992 году по приглашению Гарвардского университета выехал в США, вернулся в Москву в 1994 году. В это время специально для британской актрисы Ванессы Редгрейв создал пьесу «Может быть» (1993), постановка которой в Королевском театре Манчестера выдержала около шестидесяти представлений в течение двух месяцев, после чего была снята с репертуара. 
С середины 1990-х годов являлся президентом и председателем совета директоров ЗАО «Москва — Красные холмы», которое управляет Российским культурно-деловым центром «Красные холмы», открытым в 2003 году, куда, в частности, входит «Свиссотель Красные Холмы». По словам самого Шатрова, он не имел никакого отношения к финансовой и экономической деятельности, а занимался только творческой.
Скончался 23 мая 2010 года в Москве от сердечного приступа в своей квартире в Доме на набережной. Похоронен на Троекуровском кладбище.

### Семья
- Первая жена — Ирина Миронова, актриса[12];
  - Дочь Наталия Миронова (Шатрова, род. 1958), редактор на ТВ, мать двоих детей — сына и дочери[12];
- Вторая жена — Ирина Мирошниченко (1942—2023), актриса[12];
- Третья жена — Мария Михайлова (род. 1946), филолог. Брак длился с 1975 по 1982 год[источник не указан 425 дней].
- Четвертая жена — Елена Горбунова (род. 1967), агент КГБ. Брак оказался недолгим, позже стала супругой Бориса Березовского[12];
- Пятая жена — Юлия Чернышева (род. 1979), консультант в строительной фирме[12];
  - Дочь Александра-Мишель (род. 2000), родилась в США[12].

## Драматургия
- «Чистые руки» (1955)
- «Место в жизни» (1956)
- «Меридиан 361-й» (1958)
- «Современные ребята» (1962)
- «День тишины» (1965)
- «Лошадь Пржевальского» (1972)
- «Погода на завтра» (1974) — об автозаводе
- «Мои Надежды» (1977) — о ткачихах трёх поколений
- «Глеб Космачёв» (1961)
- «Дождь лил как из ведра» (1973, в соавторстве с А. Хмеликом)
- «Когда другие молчат» (1986)

Лениниана
- «Именем революции» (1957)
- «Шестое июля» (1964)
- «Большевики» («Тридцатое августа», 1968)
- «Синие кони на красной траве» («Революционный этюд», 1979)
- «Так победим!» (1982)
- «Диктатура совести» (1986)
- «Брестский мир» (1987)
- «Дальше… дальше… дальше!» (1988)

## Фильмография
- 1963 — Именем революции (совместно с Ю. Тимофеевым)
- 1967 — Штрихи к портрету В. И. Ленина
- 1968 — Шестое июля (специальный приз авторского жюри XVI Международного фестиваля в Карловых Варах — за правдивое драматическое отражение важнейших исторических событий)[4]
- 1975 — Доверие (совместно с В. Логиновым и В. Линна)
- 1976 — Моя любовь на третьем курсе (по своей пьесе «Лошадь Пржевальского»)
- 1980 — Тегеран-43 (совместно с А. Аловым и В. Наумовым)
- 1981 — Две строчки мелким шрифтом (совместно с В. Логиновым и В. Мельниковым)
- 1984 — Когда другие молчат[англ.] (ГДР; совместно с Р. Керстеном и П. Вуссом)
- 1988 — Семь дней Надежды (телефильм)

## Награды
- орден Трудового Красного Знамени (1982)[источник не указан 715 дней];
- Государственная премия СССР (1983)[7];
- орден Дружбы народов (1984)[источник не указан 715 дней].

## Избранные театральные постановки
Пьесы Шатрова ставились во многих театрах страны.
Московский театр «Современник».
1967 — «Большевики», реж. О. Ефремов, Г. Волчек
Театр имени Ленинского комсомола
1978 — «Революционный этюд» («Синие кони на красной траве»), реж. М. Захаров и Ю. Махаев
Московский драматический театр им. М. Н. Ермоловой
«Синие кони на красной траве»
Архангельский театр драмы имени М. В. Ломоносова
«Синие кони на красной траве»
Пермский театр драмы
«Синие кони на красной траве»
Рижский театр юного зрителя.
1962 — «Глеб Космачёв»
Фестиваль советско-индийской дружбы
«Синие кони на красной траве» в переводе на хинди Удай Пракаша, постановка Ирфан Хана.

## Оценки
Художественный руководитель МХТ Олег Табаков сказал после смерти Шатрова:

Михаил Шатров — это очень самостоятельная и особая фигура советской драматургии постхрущёвской эпохи. Смерть Шатрова — это тяжёлая потеря для нашего театра.
Бывший министр культуры Российской Федерации Михаил Швыдкой:

С его именем связана целая эпоха нашей драматургии и советской общественной жизни. Его пьесы, посвящённые жизни нашей страны в эпоху революции и гражданской войны, отразили романтику тех лет со всеми их сложностями и противоречиями. 
По словам Швыдкого, Шатров в своих пьесах создал целую историческую перспективу становления и развития общественных сил в Советском Союзе. Драматург также с присущей ему нацеленностью и глубиной анализировал процессы, проходившие во времена хрущёвской оттепели и брежневского застоя.

По мнению Арсения Замостьянова: 
В 1980-е Шатров — один из идеологов «новой оттепели» — не только сполна рассчитался со сталинизмом (он его терпеть не мог), но и пытался удержать «птицу-тройку» перестройки от полёта в пропасть — к распаду страны. Идеал Шатрова — социализм бухаринско-рыковского направления, с полными прилавками, без казарменной цензуры.
Актриса Фаина Раневская, намекая на его многочисленные пьесы о Ленине, сказала о нём: «Шатров — это Крупская сегодня».